# Eva Jurčinová
Eva Jurčinová, vlastním jménem Anna Weberová, rozená Anna Navrátilová (20. dubna 1886, Studeněves – 14. prosince 1969, Praha) byla česká spisovatelka (prozaička, básnířka a dramatička).

## Život
Narodila se jako Anna Navrátilová v rodině zaměstnance v cukrovaru (chemik, asistent a později ředitel cukrovaru) Richarda Navrátila a jeho manželky Marie, rozené Horálkové. V letech 1898–1900 absolvovala vyšší dívčí školu Vesna v Brně. Studovala soukromě a též v zahraničí (v Paříži a ve Vídni) srovnávací literaturu, literární historii a filozofii. Poté, co jí zemřel otec, přestěhovala se v roce 1911 s matkou a mladším bratrem Karlem do Prahy.
Přátelila se s významnými intelektuály – F. X. Šaldou, Arnoštem Procházkou a Jiřím Karáskem ze Lvovic. Po rozchodu s F. X. Šaldou odjela Anna Navrátilová do Paříže, kde na College de France absolvovala bakalářské studium, které ukončila v roce 1914.
Po roce 1948 se stáhla z veřejného života, zemřela v nemocnici v Bubenči.

### Společenský život
Její literární salon navštěvovali např. Viktor Dyk, Jan Zrzavý, Zdenka Braunerová, Růžena Jesenská, Kamilla Neumannová a další. Též cestovala, především po Itálii a Francii.
Byla členkou Moravského kola spisovatelů.

### Soukromý život
V roce 1909 se z vlastní iniciativy seznámila s F. X. Šaldou poté, když ji zaujala jeho kniha Boje a zítřek a jeho literární kritiky. Milenecký vztah skončil v roce 1912, kdy se Šalda vrátil ke své dřívější přítelkyni Růženě Svobodové.
V roce 1919 se provdala za soudce JUDr. Karla Webera (†1929), se kterým měla dcery Evu a Jitku.

## Dílo
Eva Jurčinová se ve svém díle často věnovala ženské otázce, zejména vydala portrétní eseje významných spisovatelek. Ženám se věnovala i v beletristickém díle. V básních ji ovlivnila poezie Jiřího Karáska ze Lvovic a Elizabeth Barrettové-Browningové.
Svými romány se řadí mezi české literární impresionisty.

### Příspěvky do novin a časopisů
Přispívala do řady periodik, jako Lidové noviny Moderní revue, Rozpravy Aventina a mnoha dalších.

### Knižní vydání
- Návrat a jiné novelly (V Praze, F. Topič,	1920)
- Psyché mluví (Verše; V Praze, Fond Julia Zeyera při České akademii věd a umění, 1928)
- Podobizny spisovatelek světové galerie (V Praze, J. Otto,	1929)
- Poutníci věčných cest (essaye; V Turnově, Müller a spol.,	1929)
- Jen srdce (román; V Praze, Jos. R. Vilímek, 1936)
- Julius Zeyer, život českého básníka (Praha, Topičova edice, 1941)
- Povídky o lásce /(ilustrace a obálka František Malý; V Brně, Družstvo Moravského kola spisovatelů, 1944)
- Dlouhá noc (román; V Brně, Mír, 1948)

Nevydán zůstal autobiografický román Jitřní soumrak a divadelní hry Don Juan a Ze srdce přichází život. Vydány nebyly ani její eseje o Moderní revui, jak ji poznala v letech 1894 - 1914. Příležitostně též překládala z francouzštiny.